# Sigela leucozona
Sigela leucozona là một loài bướm đêm trong họ Erebidae.